# Jack Pearl
Jack Pearl (ur. 29 października 1894, zm. 25 grudnia 1982) – amerykański wodewilowy aktor i osobowość radiowa.

## Filmografia
- 1933: Meet the Baron jako Julius / Baron Munchausen
- 1934: Tu rządzi humor jako Baron Munchausen

## Wyróżnienia
Posiada swoją gwiazdę na Hollywoodzkiej Alei Gwiazd.